# Gemma Wollenschlaeger
Gemma Wollenschlaeger, née le 11 août 2003 au Royaume-Uni, est une rameuse américaine d'aviron handisport. Elle remporte la médaille d'argent aux Jeux paralympiques d'été de 2024 à Paris.

## Biographie

### Jeunesse et formation
Gemma Wollenschlaeger naît au Royaume-Uni le 11 août 2003. Elle grandit en Afrique du Sud et immigre à cinq ans aux États-Unis. Elle est née avec un pied bot gauche et subit plusieurs interventions chirurgicales en grandissant pour corriger son pied. Elle suit les cours de l'école secondaire Archbishop Spalding à Severn, dans le Maryland, et rame pour l'équipe junior d'aviron d'Annapolis.
Elle fréquente ensuite l'université Temple et poursuit des études de comptabilité à la Fox School of Business and Management.

### Carrière sportive
Comme membre de l'équipe universitaire d'aviron féminine de Temple au cours de sa première année en 2022, elle remporte des compétitions avec la deuxième équipe All-AAC et elle est nommée nouvelle recrue de l'année en aviron féminin de l'université. Pendant sa deuxième année en 2023, elle remporte des compétitions avec la première équipe All-AAC et elle est nommée athlète féminine de l'année en aviron de l'université.
Gemma Wollenschlaeger fait ses débuts internationaux pour les États-Unis aux Championnats du monde d'aviron 2023, et elle y remporte la médaille d'argent dans l'épreuve de double mixte PR3 avec un temps de 8'15"22,.
Le 17 janvier 2024, elle est sélectionnée pour représenter les États-Unis aux Jeux paralympiques d'été de 2024, à Paris,. Elle y remporte la médaille d'argent dans l'épreuve de quatre barré mixte,.